# ひともんちゃくなら喜んで!
『ひともんちゃくなら喜んで！』（ひともんちゃくならよろこんで）は、八海つむによる日本の漫画作品。ウェブコミック配信サイト『裏サンデー』（小学館）にて2021年5月10日から2023年11月27日まで連載された。『マンガワン』（同社）では同年5月3日より先行配信されている。
ブラック企業を舞台に、社長に招聘された人事コンサルがヒステリックな上司によるパワハラや、色恋沙汰に関するいじめを行うモンスター社員と対峙し、問題を解決していくオフィス改革ラブコメディ。
2023年1月期にテレビドラマ化された。

## 登場人物

### 主要人物
人見 まもる（ひとみ まもる）
人事コンサルタント派遣会社「オフホワイト」の女性社員。26歳。長髪の美女だが、すっぴんは「超薄顔」の別人。
「天使すぎるコンサルタント」としてSNSで評判だが、社長の紺野に作り上げられた偶像で実際はコンサル経験ゼロ。
佐京 紫織（さきょう しおり）
アパレルメーカー「ジェットブラック」のイケメン社長。自他共に厳しい人物。
新人離職率100％のブラック企業である自社を改革のため、人見をすっぴん写真で脅してコンサルタントに招く。

### マウント四天王
新人離職率100％の原因を作り出している「ジェットブラック」の問題社員たち。
高円寺 エリカ（こうえんじ エリカ）
経理課のOL。別名「ボンバイエ高円寺」。創業当時から働く古参社員で、強すぎる仕事への情熱で周囲の社員をかき乱す。
桃井（ももい）
営業課のOL。別名「シャーデンフロイデ桃井」。自分より目立つ社員に嫉妬心から厳しく接する。佐京とは前職での同僚。
常盤 舞子（ときわ まいこ）
生産管理課のOL。別名「マニピュレーター常盤」。喜怒哀楽を使い分け、社員を支配し操ろうとする。
美澄 レイ（みすみ レイ）
チーフデザイナー。美形男子。別名「ラブ・ジャイアンすみれ」。他人の功績や恋人を横取りし、組織の秩序を乱す。

### その他
紺野 悟（こんの さとる）
「オフホワイト」の社長。人見を「天使すぎるコンサルタント」として売り込み、企業イメージアップに成功する。

## 書誌情報
- 八海つむ『ひともんちゃくなら喜んで！』小学館〈裏サンデーコミックス〉、全8巻
  1. 2021年11月18日発売[小 1]、ISBN 978-4-09-850804-4
  2. 2022年1月19日発売[小 2]、ISBN 978-4-09-850859-4
  3. 2022年5月12日発売[小 3]、ISBN 978-4-09-851107-5
  4. 2022年10月19日発売[小 4]、ISBN 978-4-09-851340-6
  5. 2023年1月12日発売[小 5]、ISBN 978-4-09-851539-4
  6. 2023年5月12日発売[小 6]、ISBN 978-4-09-852067-1
  7. 2023年11月17日発売[小 7]、ISBN 978-4-09-852896-7
  8. 2024年3月19日発売[小 8]、ISBN 978-4-09-853162-2

## テレビドラマ
2023年1月16日（15日深夜）から3月19日まで、朝日放送テレビの「ドラマL」枠で放送された。主演は矢作穂香と犬飼貴丈。

### キャスト

#### 主要人物
人見まもる〈26〉
演 - 矢作穂香（幼少期：松本あかり）
人事コンサルタント派遣会社「オフホワイト」の女性社員。別名：コンサル天使。
社長に広告塔にされた経験ゼロの人事コンサルだが、尊敬する人事担当だった亡父のようになるため「やる気のインフレ起こしてみせます」と意気込み、志願した「ジェットブラック」へ派遣される。
佐京紫織
演 - 犬飼貴丈
アパレルメーカー「ジェットブラック」のイケメン社長。
コンサル天使のまもるを見つけ出し、彼女をすっぴん写真で脅しコンサルに招く。

#### マウント四天王
新人離職率ほぼ100%の「ジェットブラック」の問題社員たち。
高円寺エリカ（こうえんじ エリカ）
演 - 大谷麻衣
経理課のOL。怒り出したら誰も手を付けられないお局社員。
「やる気なければ辞めろ」と周囲にやる気を強要する、別名「ボンバイエ高円寺」。
ヒステリック奥義「物損」で、言葉にできない怒りを物を破壊して発散する。
まもるからアンガーマネジメントを学び、かつて先輩社員から怒りをぶつけられ嫌な思いをしていたのを、今は自分が後輩社員にしていると気付き、反省して怒りをコントロールするようになったことから、佐京から通告された自己都合退職を保留とされる。
桃井亜里沙（ももい ありさ）
演 - 北野日奈子
営業部のエース社員。佐京とは前職の同僚で、能力を認められ引き抜かれている。
佐京に近づく女性への嫉妬心をむき出しにする、別名「シャーデンフロイデ桃井」。
妬み奥義「逆恨みいじめ」で、目障りな相手に実害をもたらす。
まもると佐京の距離が近いことから、彼は「性欲モンスター」で近づかないほうがよいとまもるに嘘をつき遠ざけようとする。しかし、まもるが佐京から展示会への同行を指示されたため逆恨みし、彼女を冬の夜風が吹く会社の屋上に閉じ込める。
まもるに佐京への歪んだ愛情を指摘され、左京が頼ってくれる人にならなければと自覚するようになり、展示会の来客対応でリーダーシップを発揮し、左京から「怖いぐらい頼れんじゃん」と声をかけられる。
常盤舞子（ときわ まいこ）
演 - 鳴海唯
生産管理課のOL。自分の意見を他人に言わせ責任転嫁し、都合の悪い話題を転換するあざとい社員。
目的のためなら道化にもなり、他人を意のままに操る。別名「マニピュレーター常盤」。社員の悪口をSNSに書き込むラムレザーの正体。
マニピュレーター奥義「ハートを狙い撃ち」で相手の良心の呵責を起こす言葉を見極め攻撃し、相手に自責の念を持たせ優位に立つ。
入手した佐京とスッピンのまもるとのベッド写真を添付し、まもるが枕営業をしていると怪文章を匿名で佐京にメールして、人事制度を導入しようとするまもるを追放しようとするが、まもるのアイディアで人事改革制度に関する社内アンケートを書かせ、怪文章の「顔晴る」の誤字の類似点を指摘され、怪文章を送信した犯人と特定される。
以前勤めていた会社で人事評価制度の強化の役職に先輩たちを抜かして抜擢されたことで、人間関係が悪化したトラウマがあり、ジェットブラックに人事制度を導入することに抵抗があると、目的を達成するため、まもるを騙そうとするが、彼女のやり口を熟知するレイに阻止される。
佐京から、かつて社員の小峰を退職に追いやった報告書を提示され、ブラック社長奥義「騙し討ち」の術にハマり、素行を改める念書ではなく半年更新の契約社員への雇用形態の変更同意書にサインしてしまう。そのうえで会社のプラスになるように働けば価値を認めると言われたことで心を入れ替える。

美澄レイ（みすみ レイ）
演 - 綱啓永
チーフデザイナー。
妖艶なルックスで女性社員を誘惑し、会社の秩序を乱しまくる。別名「ラブ・ジャイアンすみれ」。
他人の大切なものに惹かれすぎてしまう癖の持ち主で、ルックスという暴力でわがままを許され、組織の平和を乱す。
だが、まもるには許されスキルが通用せず、暴力的なルックスで人の大切なものを奪い、会社を退社させるのは子供だとまもるに注意され、一緒に悪いところを直そうと諭される。
自分のルックスが通用しないまもるに惚れて彼女にしようと言い寄るが、そのことで佐京の怒りを買い注意されると、実は自身がない気弱な人物で泣き言を言い出し、大人しくなる。佐京のような立場が強いものに実は弱い、マウント四天王最弱とまもるに指摘されると、自分の弱さを認め、まもるから目標達成には協力が必要と言われて立ち直る。
しかしそのことでまもるのことがますます欲しくなり、彼女を佐京から奪うため、ジェットブラックのデザインに盗作疑惑のデマを流し、社員たちを自分以外のマウント四天王によるパワハラを理由に退職に追い込み、許され奥義「暴論」で「救済」と称して自身が設立する新会社「NO COLOR」に引き抜き、佐京を窮地に陥らせる。
社員引き抜きの件は佐京に不問とされるが、けじめをつけるためデザイナーとして最後のデザインの提出を求められ提出するとクビを言い渡される。強がって佐京の前を去ったものの、彼に認められたい思い残しがあったため、まもるからスペシャリストとしてジェットブラックに協力して欲しいと声を掛けられたことで、外部から応援すると決意し円満退社する。

#### ジェットブラックの社員
速水仙（はやみ せん） / 速水仙吉（はやみ せんきち）
演 - 伊藤あさひ（第4話 - ）（幼少期：岩崎楓士）
中途入社の営業部社員。まもるの高校時代の元彼。
自己愛の化身。ネイティブな英語とクセが強い大阪弁を話す「キング オブ ナルシスト」。
まもるを彼女にするが、彼女を横にはべらせ、自分のアクセサリーの様にすることが目的だったことに気付かれ、逃げられている。
入社早々、佐京に匹敵する売上を上げ、佐京に譲った売上があったので、営業成績は自分の勝ちだと社員たちの前で宣言する。
本当の名前は仙吉で、「ブランディング」と称して嘘の学歴や住所などを申告する「経歴詐称」を行っており、まもるから注意されるが、佐京から「ブランディング」を認める代わりに前月の売上を更新し続けるよう厳命され、営業成績が下回れば即解雇と告げられる。
ナルシストで営業に自信があったが、僕僕僕のゴリ押しで営業し続けたために、営業先から総スカンをくらうようになり、営業成績を落とす。すると解雇されれば、まもるが悲しむと泣き言を言ってクビを免れようとしたため、佐京に現実逃避、ただの願望と一喝される。
佐京がまもるに処遇を一任し、まもるから再チャレンジしようと提案され、本当の経歴をカミングアウトしたことでクビを免れる。
薄井京香
演 - 新井舞良
経理部の若手社員。高円寺の部下。入社2年目。
レイに高円寺のパワハラ被害を焚きつけられ退職に仕向けられかけるが、仲間を騙して退職に追い込み、引き抜きを掛けたのかとレイに抗議する。
黄文革
演 - 大倉空人
営業部の若手社員。
レイにそそのかされ、「ジェットブラック」に退職届を出したが、高円寺のボンバイエ・ネオ奥義「熱伝導」で「ジュットブラックに必要」と訴えられ、退職を取りやめる。
三上景
演 - 戸苅ニコル沙羅
デザイン課の社員。
東雲れな
演 - 原舞歌
デザイン課の社員。
桃井にシャーデンフロイデ・ネオ奥義「聞き上手」で悩みを聞いてもらい、退職を阻止される。
土居
演 - 土居健蔵
デザイン課の社員。
西立花
演 - 福冨タカラ
営業部の社員。桃井の取り巻き。
東梨花
演 - 北原ゆず
営業部の社員。桃井の取り巻き。
戸塚
演 - 宮本晃一
生産管理課の社員。
早乙女蜜
演 - 山﨑果倫
生産管理課の社員。
営業部の社員
演 - 儀間朝建

その他の社員
演 - きったん、吉田えんら

#### オフホワイト
紺野悟（こんの さとる）
演 - 山崎銀之丞
社長。まもるを「天使すぎるコンサルタント」として売り込み、自社のイメージアップに成功する。
まもると佐京がベッドインする写真をSNSに流出させようとしている社員を割り出し、素行を改める念書をかかせないとまもるを引き上げると佐京に告げるが、問題解決され念書と報告書を提出されてためまもるの引き上げを諦める。
契約期間中、一人の退職者もださないという約束だったため、レイが退職したのでまもるを引き上げるが、まもるからジェットブラックは日本一のアパレルに成長する可能性を秘めており、コンサルに付いて日本一を実現すれば、ビジネス書にしてオフホワイトの更なる宣伝になるので派遣させて欲しいと志願され、彼女の要望に応える。

#### その他
まもるの父
演 - ケンドーコバヤシ（第1話・最終話）
まもるの亡父。ある会社の人事担当で、まもるが高校生のころに病で亡くなると沢山の人が感謝を述べに弔問した。
生前、大事な人と飲むお酒が一番美味しいお酒だと語っていた。

#### ゲスト

##### 第2話
先輩社員
演 - 綾野アリス
新人のころの高円寺に、自分の思い通りの仕事ができていないと怒りをぶつけていた。

##### 第3話
新人社員
演 - 鈴川琴音
佐京から商談の会食へ同行するよう言われたことから、嫉妬した桃井に嫌がらせで追い詰められ、会社を休み、会食も欠席する。

##### 第6話
小峰涼子
演 - 木﨑ゆりあ（第7話）
ジェットブラックの元社員。会社を良くしようと取り組んだことで、他の社員から拒絶されたため退社している。
佐京の要請により、常盤に退職に追い込まれた経緯を記した報告書を提出する。

##### 第7話
ジェットブラックの女性社員
演 - 西田奈未
常盤が人を見下し、他の社員が自分の思い通りになると考えているのが端々に現れていると注意する。

##### 第8話
ジェットブラックの女性社員
演 - 坂口風詩
同僚の彼氏のために作ったお弁当をスミレに食べられ、婚約指輪を外されて、スミレに首ったけになってしまう。
しかし、同僚の彼氏との修羅場が終わるとスミレにフラれたため、退社してしまう。
ジェットブラックの男性社員
演 - 宮本和武
交際相手の同僚女性社員をスミレに奪われ険悪な雰囲気となり修羅場となる。
しかし、「君のものは、僕のもの」と勝利宣言され、彼女を完全に奪われたことから退社してしまう。

##### 第9話
社員
演 - 一ノ瀬莉里歌
常盤にマニピュレータネオ奥義「情報操作」で「業績が上がり、次のボーナスはすごい」と退職を取りやめるよう仕向けられる。

##### 最終話
まもるの母
演 - 魏涼子
生前、夫（まもるの父）とのろける回想シーンに登場する。
右京カオル
演 - ナダル（コロコロチキチキペッパーズ）
ジェットブラックでのミッションを終え、ひとり酒場で酒を飲むまもるに声をかけナンパするが、佐京が現れたのでまもるに即座にフラれる。

### スタッフ
- 原作 - 八海つむ『ひともんちゃくなら喜んで！』（小学館「マンガワン」連載）
- 脚本 - マンボウやしろ[3]、諸橋隼人[3]、灯敦生[3]
- 監督 - 高橋朋広[3]、八重樫風雅[3]、渡邉裕也[3]
- 音楽 - D flat
- オープニングテーマ - mzsrz「タイムマシン」（avex trax）[22]（第2話 - ）
- 主題歌 - センチミリメンタル「ひとりごと」（Epic Records Japan）[23]
- 人事コンサル取材協力 - Human Connect
- OPダンス振り付け - akane[24]（指導：木村葉子、八木橋葉月）
- CG - 岡野正広
- 技術協力 - ビデオフォーカス、ジースタッフ
- プロデューサー - 南雄大（朝日放送テレビ）、加藤伸崇（S・D・P）、坪ノ内俊也（R.I.S Enterprise）
- 制作協力 - S・D・P
- 協力会社 - R.I.S Enterprise
- 制作著作 - 朝日放送テレビ

### 放送日程
※ 放送日は制作局・朝日放送テレビ基準。
| 話数   | 放送日  | サブタイトル                           | 脚本           | 監督       |
| ------ | ------- | -------------------------------------- | -------------- | ---------- |
| 第1話  | 1月16日 | 天使女子&ドS社長がブラック企業を救う!? | マンボウやしろ | 高橋朋広   |
| 第2話  | 1月22日 | もう大波乱!! 秒でキレる鬼上司の攻略法  | マンボウやしろ | 高橋朋広   |
| 第3話  | 1月29日 | 恐怖!! こうして嫉妬女が私を追い詰める… | 諸橋隼人       | 八重樫風雅 |
| 第4話  | 2月05日 | 嫉妬女の憎悪を愛に変える唯一の方法!!   | 諸橋隼人       | 八重樫風雅 |
| 第5話  | 2月12日 | 元カレは人類史上最強のナルシスト!      | 灯敦生         | 高橋朋広   |
| 第6話  | 2月19日 | 期限は3日!ベッド写真流出を止めるには…  | 諸橋隼人       | 八重樫風雅 |
| 第7話  | 2月26日 | 秘技炸裂!悪魔と悪魔の知恵くらべ        | 諸橋隼人       | 渡邉裕也   |
| 第8話  | 3月05日 | 最終章突入!!最恐男子スミレに気をつけろ | 灯敦生         | 渡邉裕也   |
| 第9話  | 3月12日 | 絶体絶命のブラック企業を救う4つの愛…   | マンボウやしろ | 高橋朋広   |
| 最終話 | 3月19日 | 天使と悪魔の別れ方…                    | マンボウやしろ | 高橋朋広   |

- 朝日放送テレビでは、初回は23時55分 - 翌0時に本作のガイド番組が放送される関係で5分繰り下げられ[26]、翌0時 - 0時30分に放送された[3]。

### 放送局
| 放送期間                | 放送時間                     | 放送局         | 対象地域       | 備考                       |
| ----------------------- | ---------------------------- | -------------- | -------------- | -------------------------- |
| 2023年1月15日 - 3月19日 | 日曜 2:30 - 3:00（土曜深夜） | テレビ朝日     | 関東広域圏     | 『ドラマL』枠 / 先行ネット |
| 2023年1月16日 - 3月19日 | 日曜 23:55 - 翌0:25          | 朝日放送テレビ | 近畿広域圏     | 『ドラマL』枠 / 制作局     |
| 2023年1月20日 - 3月24日 | 金曜 0:25 - 0:55（木曜深夜） | 岩手朝日テレビ | 岩手県         |                            |
| 2023年1月26日 - 3月30日 | 木曜 0:55 - 1:25（水曜深夜） | 瀬戸内海放送   | 岡山県・香川県 |                            |
|                         | 木曜 1:20 - 1:50（水曜深夜） | 鹿児島放送     | 鹿児島県       |                            |
| 2023年2月6日 -          | 月曜 0:25 - 0:55（日曜深夜） | 山形テレビ     | 山形県         |                            |
| 2023年2月17日 -         | 金曜 1:20 - 1:50（木曜深夜） | 愛媛朝日テレビ | 愛媛県         |                            |

### スピンオフドラマ
『ひともんちゃくなら喜んで!〜ザ・森東編〜』（ひともんちゃくならよろこんで ザ もりひがしへん）のタイトルで2023年2月25日の18時よりTVerで配信された。
コンサルタントの人見まもるが、「さらば青春の光」の芸人で個人事務所『ザ・森東』の社長でもある森田からテレビ局に呼ばれ、相方で会社の部下でもある東ブクロの素行の悪さを相談され解決に立ち向かう、リアルと虚構を掛け合わせたドキュメントドラマ。

#### キャスト（スピンオフドラマ）
- 人見まもる - 矢作穂香[29]
- 森田哲矢 - 森田哲矢[29]（本人役）
- 東ブクロ - 東ブクロ[29]（本人役）

#### スタッフ（スピンオフドラマ）
- 原作 - 八海つむ『ひともんちゃくなら喜んで！』（小学館「マンガワン」連載）
- 脚本 - マンボウやしろ
- 音楽 - D flat
- 主題歌 - センチミリメンタル「ひとりごと」（Epic Records Japan）
- 監督 - 中野良
- 語り - ケンドーコバヤシ
- プロデューサー - 南雄大（朝日放送テレビ）、加藤伸崇（S・D・P）、坪ノ内俊也（R.I.S Enterprise）
- 制作協力 - S・D・P
- 協力会社 - R.I.S Enterprise
- 制作著作 - 朝日放送テレビ

#### 配信日程
| 各話  | 配信日  | サブタイトル                    |
| ----- | ------- | ------------------------------- |
| 第1話 | 2月25日 | モンスター社員・東ブクロ        |
| 第2話 | 3月04日 | さらば青春の光の真実…【完結編】 |

| 朝日放送テレビ・テレビ朝日 ドラマL                          | 朝日放送テレビ・テレビ朝日 ドラマL                     | 朝日放送テレビ・テレビ朝日 ドラマL |
| 前番組                                                      | 番組名                                                 | 次番組                             |
| ----------------------------------------------------------- | ------------------------------------------------------ | ---------------------------------- |
| 推しが武道館いってくれたら死ぬ （2022年10月9日 - 12月26日） | ひともんちゃくなら喜んで！ （2023年1月16日 - 3月19日） | ガチ恋粘着獣 （2023年4月10日 - ）  |

### 小学館コミック
以下の出典は小学館コミック（小学館）内のページ。書誌情報の発売日の出典としている。
1. ↑  “ひともんちゃくなら喜んで！1｜八海つむ｜フラワーコミックス｜SHOGAKUKAN COMIC”.   小学館. 2022年12月17日閲覧。
2. ↑  “ひともんちゃくなら喜んで！2｜八海つむ｜フラワーコミックス｜SHOGAKUKAN COMIC”.   小学館. 2022年12月17日閲覧。
3. ↑  “ひともんちゃくなら喜んで！3｜八海つむ｜フラワーコミックス｜SHOGAKUKAN COMIC”.   小学館. 2022年12月17日閲覧。
4. ↑  “ひともんちゃくなら喜んで！4｜八海つむ｜フラワーコミックス｜SHOGAKUKAN COMIC”.   小学館. 2022年12月17日閲覧。
5. ↑  “ひともんちゃくなら喜んで！5｜八海つむ｜フラワーコミックス｜SHOGAKUKAN COMIC”.   小学館. 2023年1月12日閲覧。
6. ↑  “ひともんちゃくなら喜んで！6｜八海つむ｜フラワーコミックス｜SHOGAKUKAN COMIC”.   小学館. 2023年5月12日閲覧。
7. ↑  “ひともんちゃくなら喜んで！7｜八海つむ｜フラワーコミックス｜SHOGAKUKAN COMIC”.   小学館. 2023年11月17日閲覧。
8. ↑  “ひともんちゃくなら喜んで！8｜八海つむ｜フラワーコミックス｜SHOGAKUKAN COMIC”.   小学館. 2024年3月20日閲覧。